# 3,3'-Diiodothyronine
La 3,3'-diiodothyronine ou T2 est un métabolite issu de la dégradation de l'hormone thyroïdienne T3 (triiodothyronine) ainsi que de la T3 inverse (3,3',5'-Triiodothyronine). C'est un régulateur allostérique de la cytochrome c oxydase, le complexe IV de la chaîne respiratoire, dont il favorise l'activité en empêchant l'interaction de l'ATP comme inhibiteur enzymatique.
Le taux de 3,3'-diiodothyronine peut être modifié par certaines maladies.